# Rudolf de Habsbourg-Lorraine
Pour les articles homonymes, voir Rodolphe d'Autriche (homonymie).
Rudolf de Habsbourg-Lorraine, né le 17 novembre 1950 au château de Belœil, à Belœil, Belgique, est un noble belge et un membre de la maison de Habsbourg-Lorraine portant le titre de prince de Habsbourg-Lorraine ainsi que le titre de courtoisie d'archiduc d'Autriche.

## Biographie

### Environnement familial
Rudolf, prince de Habsbourg-Lorraine, son épouse Marie-Hélène et leurs enfants sont élevés par le chef de la Maison impériale d'Autriche, en 1993, aux rangs et titres de "Archiducs et Archiduchesses d'Autriche", avec le prédicat honorifique de "Altesses Impériales", après la suspension de ces dignités au moment du mariage de Rudolf et Marie-Hélène en 1976. L'archiduc Rudolf d'Autriche (en allemand : Rudolf Maria Carl Eugen Anna Antonius Marcus d'Aviano, Erzherzog und Prinz von Österreich, Prinz von Ungarn, Kroatien, und Böhmen) est le premier des quatre enfants de l'archiduc Charles-Louis d'Autriche (1918-2007) et de son épouse, la princesse Yolande de Ligne (1923-2023), mariés le 17 janvier 1950,.
Né au château de Belœil, en Belgique, le 17 novembre 1950, Rudolf de Habsbourg-Lorraine est l'aîné d'une fratrie de quatre enfants : 
1. Alexandra (1952), épouse de Hector Riesle, ambassadeur du Chili près le Saint-Siège
2. Carl Christian (1954), époux de la princesse Marie-Astrid de Luxembourg
3. Constanza (1957), épouse du prince Franz Joseph von Auersperg-Trautson[1],[3],[4],[5].

Ses grands-parents paternels sont l'empereur Charles Ier d'Autriche (1887-1922) et l'impératrice Zita de Bourbon-Parme (1892-1989), dernier couple impérial régnant en Autriche jusqu'en 1918,.
Le 26 novembre 1950, l'archiduc Rudolf est baptisé à l'église paroissiale de Belœil par le doyen, l'abbé L. Favrel, ses parrain et marraine étant son grand-père maternel le prince Eugène de Ligne et sa grand-mère paternelle l'impératrice Zita. Cependant, le premier étant en Inde dans le cadre de ses fonctions diplomatiques d'ambassadeur de Belgique à New Delhi, et la seconde étant aux États-Unis, ils sont représentés respectivement par le prince Antoine de Ligne, son oncle maternel, et par l'archiduchesse Adélaïde, sa tante paternelle,,.

### Mariage et descendance
Après leurs fiançailles en février 1975, l'archiduc Rudolf épouse le 28 juin 1976 civilement à Overijse, puis religieusement le 3 juillet suivant, à la cathédrale Saints-Michel-et-Gudule de Bruxelles, la baronne Marie-Hélène de Villenfagne de Vogelsanck, née à Schaerbeek le 24 avril 1954, licenciée en sciences économiques et dame de l'ordre de la Croix étoilée, aînée des six enfants du baron Guy de Villenfagne de Vogelsanck (1927-2018) et de Marie-Renée de Crombrugghe de Looringhe (née en 1933), eux-mêmes mariés en 1953.
En 1978, Rudolf, et ses enfants, sont intégrés par le roi Baudouin dans la noblesse belge avec les prédicat et titre de S.A.S. le prince (ou la princesse) N de Habsbourg-Lorraine. Dès lors, ils sont considérés, au même titre que son cousin, l'archiduc Lorenz et son frère l'archiduc Charles-Christian de Habsbourg-Lorraine, comme les fondateurs de la branche belge de la famille de Habsbourg-Lorraine.
Le couple a huit enfants, qui portent le titre de courtoisie d'archiduc ou archiduchesse d'Autriche, ; quatre d'entre eux sont entrés en religion :
- - Carl Christian de Habsbourg-Lorraine, puis d'Autriche, né à Fontainebleau le 9 mai 1977, épouse en 2007 Estelle Lapra de Saint-Romain (1979-2025), dont cinq enfants :
    - Zita (2008)
    - Anežka (2010)
    - Anna (2012)
    - Paola (2015)
    - Pier-Giorgio (2021) ;

  - Priscilla de Habsbourg-Lorraine, puis d'Autriche, née au Centre hospitalier universitaire Sainte-Justine de Montréal le 5 juin 1979, fiancée en 2022 à Gabriel de Contreras Millán, des vicomtes de Begijar[11] ;
  - Johannes de Habsbourg-Lorraine, puis d'Autriche, né à Etterbeek le 1er juin 1981, prêtre ;
  - Thomas de Habsbourg-Lorraine, puis d'Autriche, né à Etterbeek le 13 octobre 1983, religieux ;
  - Marie-des-Neiges de Habsbourg-Lorraine, puis d'Autriche, née à Genève le 17 juillet 1986, religieuse ;
  - Franz-Ludwig de Habsbourg-Lorraine, puis d'Autriche, né à Genève le 5 octobre 1988, épouse en 2018 Mathilde Vignon (1992), dont une fille :
    - Pia (née en février 2024)

  - Michael de Habsbourg-Lorraine, puis d'Autriche, né à Fribourg le 15 septembre 1990 ;
  - Joseph de Habsbourg-Lorraine, puis d'Autriche, né à Fribourg le 14 novembre 1991, religieux.

### Carrière

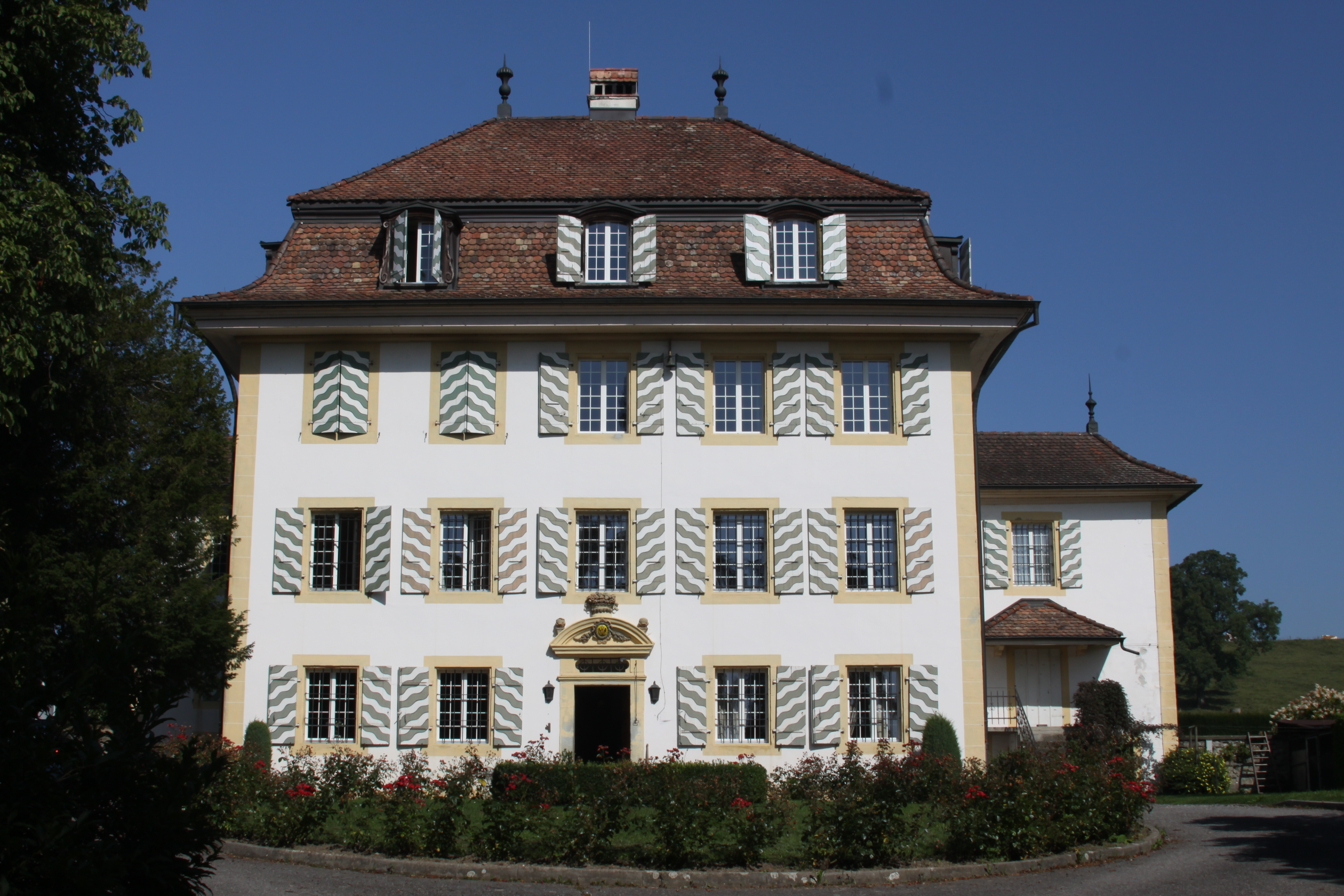
Le château de Diesbach-Torny, en 2011.

Après avoir étudié à l'Université catholique de Louvain, où il acquiert une licence en histoire, et obtenu, en 1977, un MBA de l'Institut européen d'administration des affaires (INSEAD) en France, il travaille dans la banque et la finance. À partir de 1984, il devient directeur d'une société de gestion de patrimoines à Lausanne. Il fonde ensuite et dirige AAA Gestion à Villars-sur-Glâne, en Suisse, société qui fusionne en 2014 avec la banque Gutzwiller SA à Genève et dont l'archiduc Rudolf est devenu administrateur.
Par ailleurs, il est président de la fondation Philanthropos (Institut européen d'études anthropologiques), un internat situé à Bourguillon (Fribourg) et membre du conseil d'administration de la plateforme Zermatt Summit. Depuis 1989, il réside avec sa famille au château de Diesbach-Torny, un édifice classique édifié pour la famille de Diesbach, au début du XVIIIe, dans le canton de Fribourg en Suisse et qu'il a progressivement restauré,,.

### Activité mémorielle
En tant que petit-fils aîné, en ligne agnatique, du dernier empereur d'Autriche Charles Ier (béatifié en 2004) et de son épouse l'impératrice Zita, l'archiduc Rudolf est membre du comité de l'Association pour la béatification et la canonisation de Zita, impératrice et reine, épouse et mère (1892-1989) dans le rôle de représentant de la famille. Dans le cadre de son travail, il a également donné une conférence sur la vie de sa grand-mère Zita le 15 avril 2014 dans l'église Saint-Jean-Baptiste et Saint-Jean-l'Évangéliste à Brno. Quelques mois plus tard, le 20 septembre, c'est à Salaberry-de-Valleyfield, au Québec, qu'il donne une conférence axée sur la vie de ses grands-parents paternels l’empereur Charles et l’impératrice Zita.

## Titulature

### Titre officiel
En Belgique, où il est naturalisé sujet belge le 20 mars 1974 :
- depuis 1978 : Son Altesse Sérénissime le prince Rodolphe de Habsbourg-Lorraine[16].

### Titres de courtoisie
- depuis le 26 août 1954 : Son Altesse Impériale et Royale l'archiduc et le prince Rodolphe d'Autriche, prince de Hongrie, de Croatie et de Bohême (titre de courtoisie, car la république d'Autriche a aboli la noblesse et interdit le port et l'usage des titres de noblesse en 1919).

## Ascendance
|  |                                    |  |  |  |  |  |  |  |  |  |  |  |  |
|  | 8. Otto d'Autriche                 |  |  |  |  |  |  |  |  |  |  |  |  |
|  |                                    |  |  |  |  |  |  |  |  |  |  |  |  |
|  |                                    |  |  |  |  |  |  |  |  |  |  |  |  |
|  | 4. Charles Ier empereur d'Autriche |  |  |  |  |  |  |  |  |  |  |  |  |
|  |                                    |  |  |  |  |  |  |  |  |  |  |  |  |
|  |                                    |  |  |  |  |  |  |  |  |  |  |  |  |
|  | 9. Marie-Josèphe de Saxe           |  |  |  |  |  |  |  |  |  |  |  |  |
|  |                                    |  |  |  |  |  |  |  |  |  |  |  |  |
|  |                                    |  |  |  |  |  |  |  |  |  |  |  |  |
|  | 2. Charles-Louis d'Autriche        |  |  |  |  |  |  |  |  |  |  |  |  |
|  |                                    |  |  |  |  |  |  |  |  |  |  |  |  |
|  |                                    |  |  |  |  |  |  |  |  |  |  |  |  |
|  | 10. Robert Ier duc de Parme        |  |  |  |  |  |  |  |  |  |  |  |  |
|  |                                    |  |  |  |  |  |  |  |  |  |  |  |  |
|  |                                    |  |  |  |  |  |  |  |  |  |  |  |  |
|  | 5. Zita de Bourbon-Parme           |  |  |  |  |  |  |  |  |  |  |  |  |
|  |                                    |  |  |  |  |  |  |  |  |  |  |  |  |
|  |                                    |  |  |  |  |  |  |  |  |  |  |  |  |
|  | 11. Maria Antonia de Portugal      |  |  |  |  |  |  |  |  |  |  |  |  |
|  |                                    |  |  |  |  |  |  |  |  |  |  |  |  |
|  |                                    |  |  |  |  |  |  |  |  |  |  |  |  |
|  | 1. Rudolf de Habsbourg-Lorraine    |  |  |  |  |  |  |  |  |  |  |  |  |
|  |                                    |  |  |  |  |  |  |  |  |  |  |  |  |
|  |                                    |  |  |  |  |  |  |  |  |  |  |  |  |
|  | 12. Ernest 10e prince de Ligne     |  |  |  |  |  |  |  |  |  |  |  |  |
|  |                                    |  |  |  |  |  |  |  |  |  |  |  |  |
|  |                                    |  |  |  |  |  |  |  |  |  |  |  |  |
|  | 6. Eugène II de Ligne              |  |  |  |  |  |  |  |  |  |  |  |  |
|  |                                    |  |  |  |  |  |  |  |  |  |  |  |  |
|  |                                    |  |  |  |  |  |  |  |  |  |  |  |  |
|  | 13. Diane de Cossé-Brissac         |  |  |  |  |  |  |  |  |  |  |  |  |
|  |                                    |  |  |  |  |  |  |  |  |  |  |  |  |
|  |                                    |  |  |  |  |  |  |  |  |  |  |  |  |
|  | 3. Yolande de Ligne                |  |  |  |  |  |  |  |  |  |  |  |  |
|  |                                    |  |  |  |  |  |  |  |  |  |  |  |  |
|  |                                    |  |  |  |  |  |  |  |  |  |  |  |  |
|  | 14. François de Noailles           |  |  |  |  |  |  |  |  |  |  |  |  |
|  |                                    |  |  |  |  |  |  |  |  |  |  |  |  |
|  |                                    |  |  |  |  |  |  |  |  |  |  |  |  |
|  | 7. Philippine de Noailles          |  |  |  |  |  |  |  |  |  |  |  |  |
|  |                                    |  |  |  |  |  |  |  |  |  |  |  |  |
|  |                                    |  |  |  |  |  |  |  |  |  |  |  |  |
|  | 15. Madeleine Dubois de Courval    |  |  |  |  |  |  |  |  |  |  |  |  |
|  |                                    |  |  |  |  |  |  |  |  |  |  |  |  |
|  |                                    |  |  |  |  |  |  |  |  |  |  |  |  |